# Championnat d'Allemagne féminin de football 1992-1993
Navigation
Édition précédente Édition suivante
La Frauen-Bundesliga 1992-1993 est la 20e édition du championnat d'Allemagne féminin de football.
Le premier niveau du championnat féminin oppose vingt clubs allemands répartis dans deux groupes de dix équipes, en une série de dix-huit rencontres jouées durant la saison de football. Les deux meilleures équipes de chaque groupe sont qualifiées pour les demi-finales de la compétition. La phase finale consiste en deux tours de confrontations directes aller-retour, à l’exception de la finale qui se joue sur un seul match.
Les deux dernières places de chaque groupe sont synonymes de relégation en Regionalliga.
Lors de l'exercice précédent, le TSV Battenberg (de), le TV Jahn Delmenhorst (de), le STV Lövenich (de) et le FFC Wacker Munich (de) ont gagné le droit d'évoluer dans cette compétition après avoir obtenu leurs promotions lors des phases finales de Regionalliga.
À l'issue de la saison, le TuS Niederkirchen décroche le premier titre de champion d'Allemagne de son histoire. Dans le bas du classement, le STV Lövenich (de), le TV Jahn Delmenhorst (de), le FFC Wacker Munich (de) et le TSV Louisbourg (de), sont relégués.

## Participants
Ces tableaux présentent les vingt équipes qualifiées pour disputer le championnat 1992-1993. On y trouve le nom des clubs, la date de création du club, l'année de la dernière montée au sein de l'élite, leur classement de la saison précédente, le nom des stades ainsi que la capacité de ces derniers.
Le championnat comprend deux groupes de dix équipes.
Légende des couleurs
- Champion de 1. Frauen-Bundesliga la saison précédente.
- Promu de Regionalliga.

| \| SSG Bergisch Gladbach Tennis Borussia Berlin TV Jahn Delmenhorst (de) KBC Duisburg I 0Grün-Weiß Brauweiler I Fortuna Sachsenross Hanovre (en) STV Lövenich (de) VfB Rheine TSV Siegen VfR Eintracht Wolfsburg \| Localisation des clubs engagés dans le groupe Nord du championnat. |
| SSG Bergisch Gladbach Tennis Borussia Berlin TV Jahn Delmenhorst (de) KBC Duisburg I 0Grün-Weiß Brauweiler I Fortuna Sachsenross Hanovre (en) STV Lövenich (de) VfB Rheine TSV Siegen VfR Eintracht Wolfsburg                                                                          |

| Nom du club              | Date de création | Dernière montée | Cls 1992     | Stade                            | Capacité | Nb T. |
| ------------------------ | ---------------- | --------------- | ------------ | -------------------------------- | -------- | ----- |
| TSV Siegen               | 1971             | 1990            | 1 (Gr. Nord) | Leimbachstadion                  | -        | 4     |
| Grün-Weiß Brauweiler     | 1974             | 1991            | 2 (Gr. Nord) | Stade inconnu                    | -        | /     |
| VfB Rheine               | 1986             | 1990            | 3 (Gr. Nord) | Jahnstadion                      | 4 009    | /     |
| SSG Bergisch Gladbach    | -                | 1990            | 4 (Gr. Nord) | Stadion An der Paffrather Straße | 1 800    | 9     |
| VfR Eintracht Wolfsburg  | 1973             | 1990            | 5 (Gr. Nord) | VfL-Stadion am Elsterweg         | 17 600   | /     |
| KBC Duisburg             | 1970             | 1990            | 6 (Gr. Nord) | Stade inconnu                    | -        | 1     |
| Tennis Borussia Berlin   | 1969             | 1991            | 7 (Gr. Nord) | Mommsenstadion                   | 15 005   | /     |
| FS Hanovre (en)          | 1988             | 1990            | 8 (Gr. Nord) | Stadion an der Hebbelstraße      | 3 000    | /     |
| TV Jahn Delmenhorst (de) | 1975             | 1992            | Reg.         | Stade inconnu                    | -        | /     |
| STV Lövenich (de)        | 1978             | 1992            | Reg.         | Stadion am Hötzelenberg          | -        | /     |

| \| TuS Ahrbach TSV Battenberg (de) FSV Francfort SC Klinge Seckach (en) TSV Louisbourg (de) TuS Niederkirchen SG Praunheim 0VfR Sarrebruck VfL Sindelfingen FFC Wacker Munich (de) \| Localisation des clubs engagés dans le groupe Sud du championnat. |
| TuS Ahrbach TSV Battenberg (de) FSV Francfort SC Klinge Seckach (en) TSV Louisbourg (de) TuS Niederkirchen SG Praunheim 0VfR Sarrebruck VfL Sindelfingen FFC Wacker Munich (de)                                                                         |

| Nom du club            | Date de création | Dernière montée | Cls 1992     | Stade                               | Capacité | Nb T. |
| ---------------------- | ---------------- | --------------- | ------------ | ----------------------------------- | -------- | ----- |
| FSV Francfort          | 1970             | 1990            | 1 (Gr. Sud)  | St. am Bornheimer Hang              | 12 500   | 1     |
| TuS Niederkirchen      | 1969             | 1990            | 2 (Gr. Sud)  | Sportgelände Nachtweide             | -        | /     |
| VfR Sarrebruck         | 1990             | 1990            | 3 (Gr. Sud)  | Stadion Kieselhumes                 | 6 000    | /     |
| VfL Sindelfingen       | 1971             | 1990            | 4 (Gr. Sud)  | Floschenstadion                     | 5 000    | /     |
| SC Klinge Seckach (en) | 1981             | 1990            | 5 (Gr. Sud)  | Sportstätte beim SV Muckental       | -        | /     |
| SG Praunheim           | 1973             | 1990            | 6 (Gr. Sud)  | Stadion am Brentanobad              | 5 200    | /     |
| TuS Ahrbach            | 1989             | 1991            | 7 (Gr. Sud)  | Sportanlage Ruppach-Goldhausen      | -        | /     |
| TSV Louisbourg (de)    | 1978             | 1991            | 10 (Gr. Sud) | Stade inconnu                       | -        | /     |
| TSV Battenberg (de)    | 1985             | 1992            | Reg.         | Stade inconnu                       | -        | /     |
| FFC Wacker Munich (de) | -                | 1992            | Reg.         | Bezirkssportanlage München-Sendling | -        | /     |

## Compétition

### Classement
Le classement est calculé avec l'ancien barème de points : une victoire vaut deux points, le match nul un et la défaite zéro.
Les critères utilisés pour départager en cas d'égalité au classement sont les suivants :
1. différence entre les buts marqués et les buts concédés sur la totalité des matchs joués dans le championnat ;
2. plus grand nombre de buts marqués sur la totalité des matchs joués dans le championnat.

| Rang | Équipe                           | Pts | J  | G  | N | P  | Bp | Bc | Diff |
| ---- | -------------------------------- | --- | -- | -- | - | -- | -- | -- | ---- |
| 1    | TSV Siegen T S                   | 33  | 18 | 16 | 1 | 1  | 61 | 6  | +55  |
| 2    | Grün-Weiß Brauweiler             | 28  | 18 | 12 | 4 | 2  | 45 | 10 | +35  |
| 3    | VfB Rheine                       | 22  | 18 | 10 | 2 | 6  | 35 | 21 | +14  |
| 4    | Fortuna Sachsenross Hanovre (en) | 21  | 18 | 9  | 3 | 6  | 32 | 26 | +6   |
| 5    | KBC Duisburg                     | 20  | 18 | 7  | 6 | 5  | 33 | 28 | +5   |
| 6    | Tennis Borussia Berlin           | 18  | 18 | 8  | 2 | 8  | 23 | 25 | -2   |
| 7    | VfR Eintracht Wolfsburg          | 15  | 18 | 7  | 1 | 10 | 27 | 42 | -15  |
| 8    | SSG Bergisch Gladbach            | 12  | 18 | 5  | 2 | 11 | 22 | 42 | -20  |
| 9    | STV Lövenich (de) P              | 7   | 18 | 2  | 3 | 13 | 14 | 43 | -29  |
| 10   | TV Jahn Delmenhorst (de) P       | 4   | 18 | 0  | 4 | 14 | 5  | 54 | -49  |

| Légende : | Légende : |
| --------- | --- |
|           | Qualifié pour les Demi-finales. |
|           | Relégué en Regionalliga. |
|           | T Tenant du titre. P Promu de Regionalliga. S Vainqueur de la DFB-Supercup Frauen Pts points ; G victoires ; N matchs nuls ; P défaites Bp buts marqués ; Bc buts encaissés ; Diff différence de buts |

| Rang | Équipe                   | Pts | J  | G  | N  | P  | Bp | Bc | Diff |
| ---- | ------------------------ | --- | -- | -- | -- | -- | -- | -- | ---- |
| 1    | TuS Niederkirchen        | 32  | 18 | 15 | 2  | 1  | 52 | 9  | +43  |
| 2    | FSV Francfort C          | 25  | 18 | 11 | 3  | 4  | 34 | 16 | +18  |
| 3    | VfR Sarrebruck           | 20  | 18 | 8  | 4  | 6  | 21 | 19 | +2   |
| 4    | SG Praunheim             | 20  | 18 | 8  | 4  | 6  | 20 | 19 | +1   |
| 5    | VfL Sindelfingen         | 17  | 18 | 6  | 5  | 7  | 26 | 20 | +6   |
| 6    | TuS Ahrbach              | 17  | 18 | 7  | 3  | 8  | 30 | 40 | -10  |
| 7    | SC Klinge Seckach (en)   | 15  | 18 | 5  | 5  | 8  | 27 | 27 | 0    |
| 8    | TSV Battenberg (de) P    | 13  | 18 | 4  | 5  | 9  | 18 | 34 | -16  |
| 9    | FFC Wacker Munich (de) P | 12  | 18 | 1  | 10 | 7  | 17 | 28 | -11  |
| 10   | TSV Louisbourg (de)      | 9   | 18 | 4  | 1  | 13 | 11 | 44 | -33  |

| Légende : | Légende : |
| --------- | --- |
|           | Qualifié pour les Demi-finales. |
|           | Relégué en Regionalliga. |
|           | P Promu de Regionalliga. C Vainqueur de la DFB-Pokal Frauen 1992-1993. Pts points ; G victoires ; N matchs nuls ; P défaites Bp buts marqués ; Bc buts encaissés ; Diff différence de buts |

### Résultats
Groupe Nord
| Résultats (▼dom., ►ext.)                                   | Ber | Bor | Del | Dui | Grü | Han | Löv | Rhe | Sie | Wol |
| SSG Bergisch Gladbach                                      |     | 1-3 | 3-0 | 1-5 | 0-3 | 3-2 | 0-0 | 0-1 | 0-6 | 5-2 |
| Tennis Borussia Berlin                                     | 4-0 |     | 1-0 | 0-3 | 0-3 | 3-2 | 1-0 | 2-0 | 1-5 | 1-2 |
| TV Jahn Delmenhorst (de)                                   | 0-0 | 0-0 |     | 1-4 | 1-1 | 0-4 | 0-3 | 1-8 | 0-3 | 1-2 |
| KBC Duisburg                                               | 3-1 | 0-0 | 1-1 |     | 0-0 | 1-3 | 3-3 | 3-2 | 2-4 | 3-1 |
| Grün-Weiß Brauweiler                                       | 3-1 | 4-0 | 1-0 | 2-2 |     | 5-2 | 6-0 | 2-1 | 0-1 | 5-1 |
| Fortuna Sachsenross Hanovre (en)                           | 0-1 | 2-0 | 4-0 | 1-1 | 1-0 |     | 2-0 | 3-3 | 0-6 | 1-0 |
| STV Lövenich (de)                                          | 1-3 | 0-3 | 4-0 | 0-2 | 0-4 | 0-3 |     | 0-3 | 0-3 | 2-2 |
| VfB Rheine                                                 | 3-1 | 1-0 | 4-0 | 1-0 | 0-2 | 0-0 | 3-0 |     | 1-3 | 2-0 |
| TSV Siegen                                                 | 3-0 | 2-0 | 8-0 | 2-0 | 0-0 | 2-0 | 3-0 | 3-0 |     | 1-2 |
| VfR Eintracht Wolfsburg                                    | 3-2 | 0-4 | 3-0 | 5-0 | 0-4 | 1-2 | 2-1 | 1-2 | 0-6 |     |
| - Victoire à domicile - Match nul - Victoire à l'extérieur |     |     |     |     |     |     |     |     |     |     |

Groupe Sud
| Résultats (▼dom., ►ext.)                                   | Ahr | Bat | Fra | Kli | Lud | Nie | Pra | Sar | Sin | Wac |
| TuS Ahrbach                                                |     | 2-0 | 0-4 | 4-3 | 4-1 | 1-5 | 4-2 | 0-2 | 1-2 | 2-2 |
| TSV Battenberg (de)                                        | 3-4 |     | 3-3 | 1-2 | 1-0 | 0-5 | 1-0 | 1-1 | 0-2 | 2-1 |
| FSV Francfort                                              | 5-0 | 0-0 |     | 5-2 | 1-0 | 1-0 | 0-2 | 1-0 | 0-2 | 2-2 |
| SC Klinge Seckach (en)                                     | 0-1 | 3-3 | 0-1 |     | 3-0 | 0-0 | 0-1 | 2-1 | 1-1 | 1-1 |
| TSV Louisbourg (de)                                        | 3-2 | 1-0 | 0-2 | 0-5 |     | 0-5 | 0-1 | 1-0 | 1-5 | 2-1 |
| TuS Niederkirchen                                          | 3-0 | 4-0 | 1-0 | 3-1 | 6-0 |     | 1-1 | 2-0 | 3-2 | 1-0 |
| SG Praunheim                                               | 2-1 | 2-1 | 1-2 | 2-1 | 1-0 | 0-2 |     | 1-2 | 1-0 | 1-1 |
| VfR Sarrebruck                                             | 0-1 | 3-0 | 3-2 | 2-1 | 2-0 | 1-5 | 2-1 |     | 1-0 | 1-1 |
| VfL Sindelfingen                                           | 1-1 | 0-0 | 0-1 | 1-2 | 3-0 | 2-4 | 1-1 | 0-0 |     | 0-2 |
| FFC Wacker Munich (de)                                     | 2-2 | 1-2 | 0-4 | 0-0 | 2-2 | 0-2 | 0-0 | 0-0 | 1-4 |     |
| - Victoire à domicile - Match nul - Victoire à l'extérieur |     |     |     |     |     |     |     |     |     |     |

### Phase finale
|  |              |                   |                   |                      |   |   |  |  |  |  |  |  |                           |  |  |  |
|  |              |                   |                   |                      |   |   |  |  |  |  |  |  |                           |  |  |  |
|  |              |                   |                   |                      |   |   |  |  |  |  |  |  | Waldstadion, Limburgerhof |  |  |  |
|  |              |                   |                   |                      |   |   |  |  |  |  |  |  |                           |  |  |  |
|  |              |                   |                   |                      |   |   |  |  |  |  |  |  |                           |  |  |  |
|  |              |                   |                   |                      |   |   |  |  |  |  |  |  |                           |  |  |  |
|  |              |                   |                   |                      |   |   |  |  |  |  |  |  |                           |  |  |  |
|  | 1er Gr. Nord | TSV Siegen        | 2                 | 3                    |   |   |  |  |  |  |  |  |                           |  |  |  |
|  | 1er Gr. Nord | TSV Siegen        | 2                 | 3                    |   |   |  |  |  |  |  |  |                           |  |  |  |
|  |              |                   | 2e Gr. Sud        | FSV Francfort C      | 0 | 0 |  |  |  |  |  |  |                           |  |  |  |
|  |              |                   |                   |                      | 0 | 0 |  |  |  |  |  |  |                           |  |  |  |
|  |              |                   |                   |                      |   |   |  |  |  |  |  |  |                           |  |  |  |
|  |              |                   |                   |                      |   |   |  |  |  |  |  |  |                           |  |  |  |
|  | TSV Siegen   | TSV Siegen        | 1                 | 1                    |   |   |  |  |  |  |  |  |                           |  |  |  |
|  | TSV Siegen   | TSV Siegen        | 1                 | 1                    |   |   |  |  |  |  |  |  |                           |  |  |  |
|  |              |                   | TuS Niederkirchen | TuS Niederkirchen    | 2 | 2 |  |  |  |  |  |  |                           |  |  |  |
|  |              |                   |                   |                      | 2 | 2 |  |  |  |  |  |  |                           |  |  |  |
|  |              |                   |                   |                      |   |   |  |  |  |  |  |  |                           |  |  |  |
|  |              |                   |                   |                      |   |   |  |  |  |  |  |  |                           |  |  |  |
|  | 1er Gr. Sud  | TuS Niederkirchen | 4                 | 1                    |   |   |  |  |  |  |  |  |                           |  |  |  |
|  | 1er Gr. Sud  | TuS Niederkirchen | 4                 | 1                    |   |   |  |  |  |  |  |  |                           |  |  |  |
|  |              |                   | 2e Gr. Nord       | Grün-Weiß Brauweiler | 3 | 1 |  |  |  |  |  |  |                           |  |  |  |
|  |              |                   |                   |                      | 3 | 1 |  |  |  |  |  |  |                           |  |  |  |
|  |              |                   |                   |                      |   |   |  |  |  |  |  |  |                           |  |  |  |
|  |              |                   |                   |                      |   |   |  |  |  |  |  |  |                           |  |  |  |
|  |              |                   |                   |                      |   |   |  |  |  |  |  |  |                           |  |  |  |
|  |              |                   |                   |                      |   |   |  |  |  |  |  |  |                           |  |  |  |

## Bilan de la saison
| Championnat d'Allemagne féminin de football 1992-1993 |                               |
| Champion                                              | TuS Niederkirchen (1er titre) |
| Dauphin                                               | TSV Siegen                    |
| Coupes et trophées                                    |                               |
| Vainqueur DFB-Pokal Frauen 1992-1993                  | FSV Francfort                 |
| Vainqueur DFB-Supercup Frauen                         | TSV Siegen                    |
| Promotions et relégations                             |                               |
| Promus en Frauen-Bundesliga                           | SC Bad Neuenahr               |
| Promus en Frauen-Bundesliga                           | FC Rumeln-Kaldenhausen        |
| Promus en Frauen-Bundesliga                           | Schmalfelder SV (de)          |
| Promus en Frauen-Bundesliga                           | TuS Wörrstadt                 |
| Relégués en Regionalliga                              | STV Lövenich (de)             |
| Relégués en Regionalliga                              | TV Jahn Delmenhorst (de)      |
| Relégués en Regionalliga                              | FFC Wacker Munich (de)        |
| Relégués en Regionalliga                              | TSV Louisbourg (de)           |